# River Aln
Der River Aln [ˈæln oder ˈælən] ist ein nur etwa 40 km langer Küstenfluss in der Grafschaft (county) Northumberland im Norden von England; sein Wasserstand kann nach starken oder langanhaltenden Regenfällen bis zu 2 m ansteigen. Sein Mündungsbereich steht unter dem Einfluss der Gezeiten.

## Geschichte
Die erste schriftliche Erwähnung des Aln findet sich in der um das Jahr 150 erstellten Geographike Hyphegesis des Claudius Ptolemäus, wo er als Alaunus bezeichnet wird.

## Verlauf
Der River Aln entspringt ca. 1,5 km nordwestlich von Alnham in den Cheviot Hills; er durchfließt – vorbei an Whittingham, Alnwick und Lesbury – in östlicher Richtung die Grafschaft Northumberland und mündet schließlich bei Alnmouth in die Nordsee.

## Orte
Neben der Stadt Alnwick und den Dörfern Alnmouth und Alnham hat der River Aln auch der Alnwick Abbey und dem Alnwick Castle seinen Namen gegeben, das als Stammsitz der englischen Adelsfamilie Percy sowie Kulisse zahlreicher Filme (u. a. Harry-Potter-Filmreihe) bekannt ist.